# Bau (Einheit)
Die Bau war ein oldenburgisches Feldmaß. Es wurde beim Deichbau und- vermessung verwendet.
- 1 Bau = 40 Juck = 64 Geviertfuß (oldenburg.) = 5163 Quadratmeter = 51,63 Ar[1]

Die Bezeichnung die Bau wurde aber auch für einen Bauernhof in den oldenburgischen Landesteilen Stadtland und Butjadingen verwendet.